# 赤塚ミカエル
赤塚 ミカエル（あかつか -、2000年11月1日 - ）は、埼玉県出身のサッカー選手。Jリーグ・アスルクラロ沼津所属。ポジションはフォワード。

## 来歴
鹿島アントラーズのアカデミー出身で、ユースの同期には佐々木翔悟、前田泰良、有馬幸太郎らがいる。2018年の高円宮杯 JFA U-18サッカープレミアリーグではイーストで7得点を挙げ、チームの準優勝に貢献した。しかしトップチーム昇格は叶わず、大阪産業大学に進学した。2022年11月1日、2023年シーズンからのアスルクラロ沼津加入内定が発表された。
2023年3月5日、J3リーグ開幕戦のカマタマーレ讃岐戦でJリーグデビューを飾った。

## 所属クラブ
- 鴻巣FC
- 鹿島アントラーズつくばJrユース
- 鹿島アントラーズユース
- 大阪産業大学
- 2023年 -  アスルクラロ沼津

## 個人成績
| 国内大会個人成績 | 国内大会個人成績 | 国内大会個人成績 | 国内大会個人成績 | 国内大会個人成績 | 国内大会個人成績 | 国内大会個人成績 | 国内大会個人成績 | 国内大会個人成績 | 国内大会個人成績 | 国内大会個人成績 | 国内大会個人成績 |
| 年度             | クラブ           | 背番号           | リーグ           | リーグ戦         | リーグ戦         | リーグ杯         | リーグ杯         | オープン杯       | オープン杯       | 期間通算         | 期間通算         |
| 年度             | クラブ           | 背番号           | リーグ           | 出場             | 得点             | 出場             | 得点             | 出場             | 得点             | 出場             | 得点             |
| 日本             | 日本             | 日本             | 日本             | リーグ戦         | リーグ戦         | リーグ杯         | リーグ杯         | 天皇杯           | 天皇杯           | 期間通算         | 期間通算         |
| ---------------- | ---------------- | ---------------- | ---------------- | ---------------- | ---------------- | ---------------- | ---------------- | ---------------- | ---------------- | ---------------- | ---------------- |
| 2023             | 沼津             | 33               | J3               | 15               | 0                | -                | -                | -                | -                | 15               | 0                |
| 2024             | 沼津             | 33               | J3               | 3                | 0                | 2                | 1                | 1                | 0                | 6                | 1                |
| 2025             | 沼津             | 99               | J3               |                  |                  |                  |                  |                  |                  |                  |                  |
| 通算             | 日本             | 日本             | J3               | 18               | 0                | 2                | 1                | 1                | 0                | 21               | 1                |
| 総通算           | 総通算           | 総通算           | 総通算           | 18               | 0                | 2                | 1                | 1                | 0                | 21               | 1                |

出場歴
- Jリーグ初出場 - 2023年3月5日 J3第1節 カマタマーレ讃岐戦 (Pikaraスタジアム)

## タイトル

### クラブ
鹿島アントラーズユース
- 高円宮杯 JFA U-18サッカープレミアリーグEAST（2018年）